# リトルリーブス
リトル・リーブスとは、かつてジャニーズ事務所に在籍していたアイドルグループである。 その名の通り、フォーリーブスの弟分的存在。　また、「リトル・ギャング」の前身に当たる。

## 概要
- 1974年春に、森谷・原川・曽我の3名で結成。 同年秋に松原秀樹が遅れて加入。 結成当時の平均年齢が12.75歳と低く、「ジュニアに入れるには若すぎるが将来性は抜群の子どもたち」という触れ込みのグループだった。
- NHK『レッツゴーヤング』にレギュラー出演していたフォーリーブスのバックで、弟分的存在として踊っていた。
- 1975年7月、松原と曽我の2名だけで新たに「リトル・ギャング」というグループを結成してレコードデビュー。 しばらくの間は「リトル・リーブス」と「リトル・ギャング」の2つのグループが同時に存在していたが、前者の方は年内に解散となってしまった。

## メンバー
- 森谷泰章 （後に「森谷あきら」に改名してソロレコードデビュー。）
- 原川吉臣 （後に「キングコング」のリーダーに。）
- 曽我泰久 （後に「リトル・ギャング」へ）
- 松原秀樹 （後に「リトル・ギャング」へ）

## 主な出演作品

### 歌番組
- レッツゴーヤング （NHK）
- ベスト30歌謡曲 （テレビ朝日）

### ステージ
- 第53回ウエスタン・カーニバル 〜 ばらとみかんとバイオリンと （1975年3月28日 - 31日、日本劇場）
- 第54回ウエスタン・カーニバル 〜 ジャニーズ・ファミリー・フェスティバル （1975年8月27日、日本劇場）